# Czas komety
Czas komety (tytuł oryginalny: Time of the Comet, inny tytuł Koha e kometeve) – albańsko–niemiecko–macedoński film fabularny z roku 2007 w reżyserii Fatmira Koçi, na podstawie powieści Ismaila Kadare – Viti e mbrapshte.

## Opis fabuły
Akcja filmu rozgrywa się w 1914 r. Mocarstwa europejskie uznają niepodległość Albanii, a na czele państwa staje wybrany przez nie książę Wilhelm zu Wied. Nowy władca jest przyjmowany w Albanii pozytywnie, z wyjątkiem separatystów muzułmańskich, dowodzonych przez Kusa Babaja, którzy chcą, aby Albania ponownie wróciła pod władzę sułtana osmańskiego.
W górach południowo-wschodniej Albanii grupa górali decyduje się wystąpić po stronie nowego władcy. Shestan i jego czterech ludzi (Cute, Doskë, Tod i Alush) mają problemy z dotarciem do siedziby króla. Mają tylko stare mapy, a kraj jest trudny do przebycia w krótkim okresie. W drodze Shestan, muzułmanin spotyka Agnes – młodą katoliczkę, którą ojciec chce umieścić w zakonie. Podążając do Durrësu, gdzie znajdowała się siedziba władcy Albanii, Shestan uświadamia sobie, że spotkał miłość swojego życia. W dniu jego ślubu rozpoczyna się I wojna światowa.
Film był kręcony w Macedonii i w Albanii.

## Obsada
- Blerim Destani jako Shestan
- Masiela Lusha jako Agnes
- Xhevdet Ferri jako Ndue, ojciec Agnes
- Thomas Heinze jako książę Wilhelm zu Wied
- Vlado Jovanovski jako Meto
- Çun Lajçi	jako Kus Babaj
- Ralf Moeller jako Freiherr von Keittel
- Xhevdet Jashari jako Alush
- Gentjan Zenelaj jako Cute
- Luan Jaha jako Doske Mokrari
- Adem Karaga jako Tod
- Vjollca Bektesh jako żona Toda
- Bajram Dosti jako Bajram
- Blerim Gjoci jako Franz
- Marieta Ljarja jako przełożona klasztoru
- Besart Kallaku
- Drita Karaga
- Merita Çoçoli

## Nagrody i wyróżnienia
W 2009 film otrzymał nagrodę publiczności na I Festiwalu Filmowym w Prisztinie, został także nagrodzony na festiwalu filmowym w Durrësie.